# 劇場版ポケットモンスター ココ
『劇場版ポケットモンスター ココ』（げきじょうばんポケットモンスター ココ、英題: Pokémon the Movie: Secrets of the Jungle）は、2020年12月25日に公開のテレビアニメ『ポケットモンスター』の劇場版映画第23作目の作品。
キャッチコピーは「君に伝えたい。」。

## 概要
『キミにきめた!』や『みんなの物語』に続いて、放送中のTVシリーズ（当時は第7シリーズ『ポケットモンスター（2019年版）』、以下「新無印」と表記）とは関係のないオリジナルストーリーとなっている。
「ポケットモンスター」部分のタイトルロゴについては前記の2作品や新無印と同形状だが、配色は青色から緑色に変更されている。
本作では森を舞台に、ポケモンに育てられた少年ココと新たに発表された幻のポケモン・ザルードの親子関係を描いたストーリーとなっている。
また、前作までナレーション役を担当した石塚運昇の逝去に伴い、本作は石塚の後任としてアニメシリーズにてナレーションを務めている堀内賢雄が担当した。
当初は2020年7月10日公開予定だったが、新型コロナウイルスの影響で、4月17日に特別前売り券の発売中止、5月13日に公開日の延期が発表された。6月15日に、同年冬に公開されることおよび8月7日に前売券が発売されることが発表。8月5日、公開日が12月25日に決定したことが発表された。
公開期間が緊急事態宣言と重なっていたこともあり、興行収入はそれまで最低記録だった『ボルケニオンと機巧のマギアナ』の21.5億円を下回る20.2億円となった。
本作を最後に、ポケットモンスターの映画作品は休止期間に入っている。このため今作品では次回作の予告は無く、ポケモン復興支援ポータルサイト『POKÉMON with YOU - ポケモンはいつもキミといっしょ -』の宣伝だけに留めている。

## ストーリー
ポケモンマスターを目指して旅を続けている少年・サトシとピカチュウはオコヤの森でポケモン・ザルードに育てられた少年・ココと出会う。

## 登場キャラクター

### レギュラーキャラクター
サトシ
声 - 松本梨香
主人公。ポケモンマスターを目指す10歳の少年。本作においては、サトシは自身の父親の存在を言及する。父親に関しては、これまでのアニメシリーズで明言されていない。父親のことは「パパ」と呼んでいる。
ピカチュウ
声 - 大谷育江
技：10まんボルト、アイアンテール、でんこうせっか
サトシの相棒ポケモン。本作ではピスヘルメット（探検帽）にホエルコの水筒を掛けた姿で登場。また、『みんなの物語』同様、ピカチュウ以外でサトシの手持ちポケモンは登場しない。ココのことは「ピピ」と呼んでいる。
ロケット団
珍しいポケモンを狙う悪の組織の3人組。今作はほとんどサトシに絡んでおらず、終始正体もバレなかった。ゼッド博士の本性を警察に告げ口し、逮捕させた。
ムサシ
声 - 林原めぐみ
ロケット団の女性団員。今作は悪巧みの発案が多いが、足を引っ張る場面が目立った。
コジロウ
声 - 三木眞一郎
ロケット団の男性団員。今作ではコンピュータを操作するなど活躍し、ピカチュウの電撃もロケット団で唯一受けなかった。
ニャース
声 - 犬山イヌコ
ロケット団のポケモン団員。人語を話せる他、ポケモンの通訳もできるが、今作は通訳する場面がない。
ソーナンス
声 - うえだゆうじ
ムサシのポケモン。今作もモンスターボールから出て共に行動する。
ナレーション
声 - 堀内賢雄
前任者の石塚運昇の死去に伴い、今作はナレーションを演じている。

### 準レギュラーキャラクター
レギュラーキャラクター以外のテレビアニメキャラクター。作品によって登場頻度がまちまちのハナコも、便宜上こちらに記載する。なお、ハナコ以外のキャラクターは、本作品では、台詞なし。
ハナコ
声 - 豊島まさみ
サトシの母親。ジャングルに行こうとするサトシを心配していた。劇場版では『キミにきめた!』以来3年振りの登場となる。
ジョーイ
ポケモンセンターの女医。
ジュンサー
警官。終盤に登場し、ロケット団がゼッド博士の本性を暴露したことで博士の逮捕に踏み切った。

### ゲストキャラクター
ココ（アル・モリブデン）
声 - 上白石萌歌、美波わかな（赤ちゃん）
ゲスト側の主人公。ザルードに育てられた人間の少年。サトシと同い年。一人称は俺。当初、自身をザルードだと信じていた。ポケモン語は理解できるが、人間語はあまり理解できず、片言で喋る。本名は「アル・モリブデン」。劇場鑑賞特典として、プロモカード「ココ」が配布された。
ゼッド博士
声 - 山寺宏一
「ビオトープ・カンパニー」所属の博士。最先端技術を用いて「治癒の泉」の人間への利用を研究している。
カレン
声 - 中川翔子
「ビオトープ・カンパニー」の研究員で、ゼッド博士の助手。
町長
声 - 緒方賢一
予定通りの花火打ち上げに協力してくれたサトシたちにかつて森にセレビィがいたことを話す。
手持ちポケモン
ウールー、バイウールー
クロム・モリブデン博士
声 - 川島得愛
リン・モリブデン博士
声 - 関根有咲
「ビオトープ・カンパニー」の前所長夫妻。
研究員
声 - 田邊幸輔、櫻井トオル、元吉有希子
「ビオトープ・カンパニー」所属の研究員。研究員の1人がアリアドスを手持ちに入れている。
職人
声 - 城岡祐介
花火職人。
アナウンサー
声 - 根本京里
女性アナウンサー。
下っ端A
声 - 大町知広

### ゲストポケモン

#### オコヤの森のポケモン
オコヤの森に住むポケモンたち。
ザルード
本作のキーポケモン。オコヤの森で群れで暮らす幻のポケモン。
ザルード（ココの父ちゃん）
声 - 中村勘九郎
技：ジャングルヒール、エナジーボール、リベンジ、パワーウィップ
マントをつけている。赤ん坊だったココ（アル・モリブデン）を発見した。ココに懐かれ見捨てられず、｢よそ者をいれてはいけない｣という森の掟に反して自ら群れから離れココを育て上げた。ココからは「父（とう）ちゃん」と呼ばれている。少々人使いが荒く、ぶっきらぼうな性格で他のポケモンたちから嫌われているが、ココに対する思いは誰よりも強い。一方で唯一長老には頭が上がらない。ココや他のザルードとは人間の言葉で会話しているように聞こえるが、これは視聴者用に吹き替えられているだけで、ココ以外の人間には鳴き声にしか聞こえない。
長老ザルード
声 - 中博史
ザルードの中でも高齢で杖を突いている。物知りでセレビィや樹木について詳しく知っている。ザルードが唯一頭が上がらない人物でもある。
リーダー・ザルード
声 - 津田健次郎
技：タネマシンガン、あくのはどう
長老の次に上の立場で通常より大きめのザルード。掟に反したザルードを裏切者扱いしている。いささか乱暴者だが、仲間思いでもある。
サブリーダー・ザルード
声 - KENN
立ち場が3番目のザルード。掟破りのザルードとココを毛嫌いしている。

セレビィ
オコヤの森に住んでいると言われる幻のポケモン。今作では体がピンク色の色違いの個体が登場する。ラストシーンに現れザルードに満面の笑顔を見せる。
ウッウ
声 - 愛河里花子
サトシがゲットを試みるが、失敗する。ピカチュウやロケット団のカードキーを一度飲み込むが、ピカチュウの電撃を受けいずれも吐き飛ばした。ホシガリスと共にエンディングで踊りを披露する。
ホシガリス
声 - 真堂圭
ココと幼い頃から仲良しのポケモン。食欲旺盛。森に住むポケモンで唯一ザルードに心を開いている。ウッウと共にエンディングで踊りを披露する。
コノハナ
声 - 坂井易直
技：なげつける、のしかかり、タネばくだん
ザルードに不満を持っており、ザルードにオレンのみを投げる。
ワシボン
声 - 坂田将吾
巣から落ちたところをココとザルードが救護し、命拾いする。回想でウォーグルが親と表現される。
アップリュー
声 - 佐藤悠雅
ウッウの次にサトシがゲットを試みるも失敗して見失ってしまう。
スカンプー
声 - 観世智顕
図鑑を鑑みて本来は臭い液体を放つが、映画ではよく屁をこく設定となっている。
フライゴン
声 - 田中光
技：りゅうのいぶき
ゴロンダと喧嘩をし、羽を負傷していた。心配したココが注意を引き付けて怒り心頭にさせ、密かにザルードの縄張りの「治癒の泉」に入れて回復する。作中でココはフライゴンを喧嘩早いと言及している。
タネボー
声 - 夏目妃菜
怒り心頭のフライゴンと衝突しそうになり、気絶する。
ダンゴロ
声 - 田中啓太郎
エルフーン
声 - 永井真里子
ガントル
声 - 宮田海地
技：のしかかり
ゴロンダ
フライゴンと喧嘩していた。
テッカニン
森のポケモンの中で速く飛ぶ。
モンメン
一度くっついたら離れないが、これが後に役に立つ。
他にもウパー、キャタピー、チェリンボ、ヒメンカ、ウォーグル、ヨクバリス、モロバレル、ナゾノクサ、カジッチュ、サシカマス、クチートなどがいる。以上のポケモンたちは、当初は上記の通りザルードを警戒していたが、終盤でザルードに協力する

#### ミリーファタウンのポケモン
以下、ミリーファタウンの市井のポケモンたち。作中ではガラルのポケモンたちを中心に多種多様に登場する。森のポケモンたちと異なり、主にトレーナーのポケモンとして花火などの人間の文化にもなれている。
エースバーン
技：かえんボール
ナットレイ持ちのトレーナーとバトルする。技「かえんボール」を的中させ勝利。
ナットレイ
技：パワーウィップ
エースバーン持ちのトレーナーとバトルする。技「かえんボール」を当てられ敗北する。
カジリガメ
車に驚き暴走するが、ココに制止されなだめられる。
モルペコ
カジリガメにぶつかりそうになり、「はらぺこもよう」になった。
タイレーツ
ヘイが花火の大筒の底に寝ていたところをココに救出された。

### 役名無し
- 山根綺
- 角倉英里子
- 中村光樹
- 寺崎千波也
- 川口桜

## 設定用語
ミリーファタウン
本作の舞台であるオコヤの森を抱える町。
オコヤの森
本作の舞台。セレビィが住むと言われている。
ビオトープカンパニー
「治癒の泉」を研究する企業。ゼッド博士やカレン、数多の研究員が所属する。ロゴのデザインは、藤原ヒロシ主宰の「fragment design（フラグメント デザイン）」が担当した。
治癒の泉
泉に浸かると傷が回復する。ザルードの暮らす大樹を源泉としており、ザルードが泉の利用を独占していた。長年、存在しないと考えられていたが、ビオトープカンパニー所長だったモリブデン夫妻が泉の特定に成功した。

## スタッフ
- 原案 - 田尻智
- エグゼクティブプロデューサー - 岡本順哉、片上秀長
- プロデューサー - 下平聡士、内山雄太、關口彩香、川口類
- アニメーションプロデューサー - 加藤浩幸
- 脚本 - 冨岡淳広、矢嶋哲生
- 副監督　大和田淳
- 演出 - 若野哲也、志村錠児、飯島正勝、中川航、牧野友映、牧野吉高、大和田淳 / 矢嶋哲生
- アニメーションスーパーバイザー - 湯山邦彦
- キャラクターデザイン - 丸藤広貴
- サブキャラクターデザイン - 西谷泰史
- プロップデザイン - 小野可奈子
- メカデザイン - 渚慎太郎
- コンセプトデザイン - バーンストーム・デザインラボ（田中俊成、大山裕之、由利聡）
- 総作画監督 - 丸藤広貴、西谷泰史
- ピカチュウ作画監督 - 一石小百合
- 作画監督 - 西谷泰史、池田早香、片山美和、宮田忠明、中田亜希子、加藤祐子、村田理、大河しのぶ、志村隆行、一ノ瀬結梨、岡昭彦、吉野真一、茂木琢次、小野可奈子、小島えり、太田都、西野文那、中野悟史、門倉世央子、平山智
- 動画チェック - 阿部由実、円田智世、Mao、Mukhlis、Putra、Yieng、櫻沢翔吾、星英子
- 色彩設計 - 佐藤美由紀
- 色指定・検査 - 久島早映子、渡邉裕美、金光洋靖、手嶋明美、平田奈緒美、山田照美、阿彦真凛、吉里修耶、寺分神奈、中島由紀恵、中村里沙
- 色彩協力 - 吉野記通
- 美術監督 - 高尾克己
- 美術 - OLMデジタル、じゃっく
- 撮影監督 - 鯨井亮
- 撮影監督補佐 - 岡村奈沙
- CGI - OLM Digital
- CGIディレクター - 久保田哲也、伊藤良太
- 編集 - 野川仁
- 編集助手 - ジェイ・フィルム、堂山紗苗
- ラボ - IMAGICA Lab.
- 音響監督 - 三間雅文
- 音響効果 - 神保大介
- 音楽 - 岡崎体育 / 宮崎慎二（景山将太、石塚玲依、東大路憲太）
- 制作デスク・設定制作 - 重光克彦
- 制作進行 - 和田愛、前畑剛、平嶋愛里香、YEONJI SONG、中野真梨奈、関口雅史、重光克彦
- 製作 - 石原恒和、久保雅一、小島一洋、川崎由紀夫、原口宰、市川南、中島一弘
- アソシエイトプロデューサー - 沢辺伸政、弓矢政法、平岡利介、宮原俊雄、盛武源
- アニメーション制作 - OLM Team Kato
- 監督・絵コンテ - 矢嶋哲生
- 配給 - 東宝
- 製作 - ピカチュウプロジェクト（The Pokemon Company、小学館、テレビ東京、タカラトミー、ジェイアール東日本企画、OLM、東宝、小学館集英社プロダクション）

## 主題歌・挿入歌
岡崎体育が主題歌と劇中楽曲のプロデュースを担当する。
オープニングテーマ「ココ」
歌 - Beverly / 作詞・作曲 - 岡崎体育 / 編曲 - 澤野弘之
劇場版シリーズでは初となる、完全オリジナルのオープニングテーマとなる。
エンディングテーマ「ただいまとおかえり」
歌 - 木村カエラ / 作詞・作曲 - 岡崎体育 / 編曲 - 野村陽一郎
メインテーマ「ふしぎなふしぎな生きもの」
歌 - トータス松本（ウルフルズ）/ 作詞・作曲 - 岡崎体育 / 編曲 - 野村陽一郎
「掟の歌」
歌 - SiNRiN / 作詞 - 矢嶋哲生 / 作曲・編曲 - 岡崎体育
「Show Window」
歌・作詞・作曲 - 岡崎体育 / 編曲 - 岡崎体育、シライシ紗トリ（映画ではノンクレジット。）
「森のハミング」
歌 - 東京都日野市立七生緑小学校合唱団 / 作詞・作曲 - 岡崎体育 / 編曲 - 本間昭光、会原実希（映画ではノンクレジット。）

## コラボレーション
リアル脱出ゲーム
SCRAP主催の体験型ゲームイベントであるリアル脱出ゲームとのコラボレーションで「リアル脱出ゲーム×劇場版ポケットモンスター ココ・幻のポケモンの森からの脱出」が2020年11月から2021年2月までの約4か月のロングランでリリースすることが決定した。購入者はオコヤの森に住むポケモンとして、様々な謎を駆使して各々のペースで洞窟に閉じ込められた友人であるココを救出（脱出）することがクリア条件。カップルでなおかつ歯ごたえのある通常版と、親子で楽しめてなおかつ初心者向けの家族版の2種類があり、家族版のみ若干難易度が引き下がっている。PDFファイルダウンロードアドレスが付いた電子版とペーパークラフトが付いた紙版の2種類で展開する。キャッチコピーは「これはキミの手で解き明かす、ポケモンと人間の新たな絆（なぞ）」。
CoCo壱番屋
2020年12月1日より、カレー専門店のCoCo壱番屋とのコラボレーションが開始した。アイスココアの購入でポケモンオリジナルコースターを貰えるほか、専用アプリの提示と1,000円以上の購入でオリジナルミニプレートがプレゼントされた。
ポケモンマスターズ
劇場版映画の公開を記念し、特別イベント「世界の破壊を防ぐ悪」が開始された。
Pokémon Café Mix
劇場版映画の公開を記念し、3日間ログインすることで色違いのセレビィをスタッフにすることができた。

## テレビ放送
| 回数 | 放送局     | 放送日         | 放送時間（JST） | 放送分数 | 備考         | 出典   |
| ---- | ---------- | -------------- | --------------- | -------- | ------------ | ------ |
| 1    | テレビ東京 | 2022年11月18日 | 17:55 - 19:55   | 120分    | 地上波初放送 | [ 13 ] |